# Fran Manzanara
Francisco Jesús López de la Manzanara Delgado (La Solana, Ciudad Real, 12 de septiembre de 1996), también conocido como Fran Manzanara, es un futbolista español que juega de defensa o centrocampista en el Debreceni VSC de la Nemzeti Bajnokság I.

## Trayectoria
Formado en las categorías inferiores del Valencia C. F., firma en verano de 2014 por el Atlético de Madrid B con que jugaría la temporada 2014-15 y la siguiente temporada sería cedido al FC Jumilla del Grupo IV de la de la Segunda División B de España.
En 2016 llegó al Atlético Levante Unión Deportiva para jugar en Tercera División de España. En la temporada 2017-18 consiguió el ascenso a la Segunda División B de España y renovó su contrato con el filial levantinista, convirtiéndose en capitán del equipo durante la temporada 2018-19.
El 24 de noviembre de 2018 debutó en primera división en un encuentro que acabaría con empate a dos frente a la S. D. Huesca. Más tarde, durante la misma temporada, disputaría varios encuentros más con el primer equipo levantinista.
El 1 de septiembre de 2019 fue cedido a la S. D. Ponferradina hasta final de temporada.
En octubre de 2020 abandonó definitivamente el conjunto granota y firmó por dos años con el C. D. Numancia. Tras completar la mitad de su contrato, el 1 de julio de 2021 se marchó al Racing Club de Ferrol.
En junio de 2025 decidió probar fortuna en el extranjero y se unió al Debreceni VSC húngaro.